# Lac Kinojévis
Pour les articles homonymes, voir Kinojévis.
Le lac Kinojévis est un plan d'eau douce traversé par la rivière Kinojévis et situé surtout dans la ville de Rouyn-Noranda, dans la région administrative de l'Abitibi-Témiscamingue, au Québec, au Canada.
La foresterie s’avère la principale activité économique du secteur ; les activités récréotouristiques arrivent en second, particulièrement la villégiature et la navigation de plaisance.
Annuellement, la surface du lac est généralement gelée de la mi-novembre à la fin avril, néanmoins, la période de circulation sécuritaire sur la glace est habituellement de la mi-décembre à la mi-avril. Une zone de marais entoure une baie au Nord-Est et la zone au Sud de l’embouchure du lac, situé au Sud-Est.

## Géographie
Les bassins versants voisins du lac Kinojévis sont :
- côté Nord : rivière Kinojévis, lac Rouyn, lac Routhier, lac Vallet ;
- côté Est :rivière Kinojévis, rivière Bousquet, rivière Vaudray, lac Vaudray ;
- côté Sud : rivière Bellecombe, rivière Kinojévis ;
- côté Ouest : rivière Bellecombe, rivière Beauchastel, rivière La Bruère, lac Bruyère.

Le lac Kinojévis est alimenté surtout par la rivière Kinojévis, la rivière Beauchastel et la rivière Thiballier (via la Baie Caron). Le lac comporte deux îles.
L’embouchure du lac Kinojévis est situé à 21,7 km au Sud-Est du centre-ville de Rouyn-Noranda ; à 23,1 km au Nord-Ouest de la confluence de la rivière Kinojévis et de la rivière des Outaouais ; à 31,1 km au Sud-Ouest du lac Chassignolle.

## Toponymie
L'hydronyme "lac Kinojévis" a été officialisé le 5 décembre 1968 à la Commission de toponymie du Québec, soit lors de sa fondation.